# Tebes de la Ftiòtida
Tebes de la Ftiòtida (grec antic: Θῆβαι Φθιώτιδες, Thebai Fthiótides) o Tebes de Tessàlia (Θῆβαι Θεσσαλικαἰ, Thebai Thessalikai) fou una polis de l'antiga Tessàlia (Grècia), situada al nord del llogaret modern de Microtibes.

## Història
La ciutat es trobava al cantó nord-est del districte de la Ftiòtida, a l'extrem septentrional de l'antiga plana crociana, al nord del golf Pegaseu, a uns 300 estadis de Larisa. Hi ha proves que la zona ja era habitada a l'edat de pedra, però la ciutat no apareix a les fonts fins al segle iv aC. Estrabó la situava a una distància de 20 estadis de Pírasos i no gaire lluny de Fílace. El seu territori feia frontera amb Feres al nord, Amfanes al nord-est, Pírasos a l'est, Halos al sud, Peuma al sud-oest i Erètria i Farsàlia l'oest. A la zona limítrofa amb Halos hi havia un santuari d'Atena compartit entre les dues ciutats. Una inscripció de finals del segle iv aC hi documenta la presència d'un culte d'Atena Polies. Atena Ilia, Demèter Panaquea, Protesilau, Nice i Leucòtea també hi eren venerats.
A finals del segle iv aC es fusionà amb les ciutats veïnes de Fílace i Pírasos. La nova aglomeració conservà el nom de Tebes de la Ftiòtida i esdevingué la ciutat principal de la Lliga de l'Acaia Ftiòtida fins al seu ingrés a la Lliga Etòlia a finals del segle iii aC Basant-se en proves relatives a l'elecció d'homes de Tebes a càrrecs de la Lliga Etòlia, el professor John Grainger, de la Universitat de Birmingham, conclogué que la ciutat s'adherí a la coalició a la dècada del 220 aC.
No és esmentada en la Ilíada, però més endavant esdevingué la ciutat marítima més important de Tessàlia fins a la fundació de Demètries per Demetri Poliorcetes cap al 294 aC. El 302 fou un dels bastions de Cassandre en la seva guerra contra Demetri Poliorcetes. El 282 aC és esmentada com l'única ciutat tessàlia, juntament amb Pelinna, que no s'implicà en la guerra de Làmia.
Més endavant esdevingué la plaça forta dels etolis al nord de Grècia, però el 217 aC, Filip V de Macedònia els l'arrabassà després d'un llarg setge i li canvià el nom a Filipos. Els seus habitants foren venuts com a esclaus i la ciutat passà a ser una colònia macedònia. Polibi narra com Filip assetjà la ciutat, començant per la construcció de tres campaments i la seva posterior unió mitjançant una circumval·lació. Tot i que en un primer moment es resistiren aferrissadament, els ciutadans li lliuraren la ciutat després que s'esfondrés una secció de la muralla soscavada per Filip.
El 197 aC, el cònsol Tit Quinti Flaminí l'atacà sense èxit abans de la batalla de Cinoscèfales. La derrota de Filip per la República Romana en la Segona Guerra Macedònica (189 aC) donà peu a la restauració de la Lliga de l'Acaia Ftiòtida, amb Tebes de la Ftiòtida com a capital. El nom «Filipos» fou abandonat gradualment, tot i que Livi fa servir els dos noms en el seu relat dels acords del 185 aC. Continuà existint amb el nom de Tebes en temps de l'Imperi Romà i és esmentada per Hièrocles al segle vi.
Sota l'Imperi Romà, la ciutat es desplaçà de la localització terra endins de l'antiga Tebes de la Ftiòtida cap a Pírasos. L'antiga ubicació no fou abandonada, però a partir d'aleshores el nucli principal de la ciutat fou Pírasos, on també hi havia el port. En l'antiguitat tardana fou integrada a la província de Tessàlia, de la qual era la tercera ciutat i el port principal. La seva prosperitat entre els segles iv i vi queda palesa per la quantitat de monuments cristians primitius, però a finals del segle vii un gran incendi arrasà la ciutat. Fou reconstruïda i sembla que conservà certa importància a l'Imperi Romà d'Orient (el seu últim bisbe és esmentat al segle viii o ix), però mai no tornà a ser la mateixa i finalment fou eclipsada per la ciutat portuària d'Halmirós, situada no gaire lluny.

## Restes arqueològiques

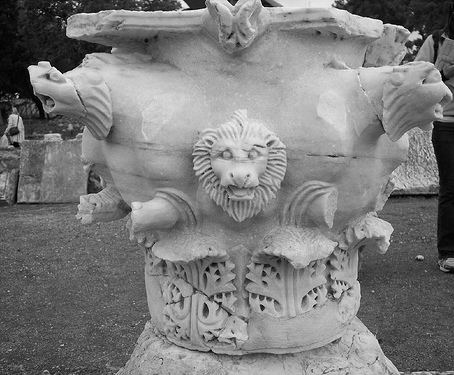
Capitell de la Basílica A de Tebes de la Ftiòtida

Segons l'Oxford Dictionary of Byzantium, el lloc «és conegut sobretot per les nombroses esglésies que s'hi han excavat (s'hi han trobat nou basíliques)». Inclouen:
- la Basílica A, una basílica de tres naus de finals del segle v o principis del segle vi dedicada a Sant Demetri i que feia d'església catedral.
- la Basílica B, o «basílica d'Elpidi», més o menys del mateix període.
- la Basílica C, dita igualment «església de l'arquiereu» Pere» per una inscripció de mitjans del segle vi, tot i que data de finals del segle iv o principis del segle v. Alberga «mosaics de paviment molt treballats i forma part d'un enorme complex eclesiàstic».
- la Basílica D, una església-cementiri del segle vii situada extra muros.

L'acròpolis original de Tebes de la Ftiòtida estava envoltada per una muralla ciclòpia. La muralla posterior de la ciutat baixa s'ha conservat al llarg d'un tram força extens, tot i que està en ruïnes. Integra 40 torres i, segons Friedrich Stählin (Das hellenische Thessalien, 1924), data del segle iv aC. Les excavacions dutes a terme a l'acròpolis han revelat els fonaments d'un temple clàssic de 9 × 12 m, possiblement dedicat a Atena Polies. Al seu torn, aquest edifici es bastí fent servir material d'un temple anterior. A la ciutat baixa encara es poden veure les restes del teatre antic i d'una estoa hel·lenística. La majoria de les troballes es conserven al Museu Arqueològic de Volos i algunes altres al Museu Arqueològic d'Almirós.